# مشروع القانون الواحد الكبير والجميل
مشروع مشروع القانون الواحد الكبير والجميل المقترح، والذي يشار إليه أيضًا بالاختصارات OBBBA أو OBBB  هو مشروع قانون للمصالحة في الميزانية في الدورة الـ119 للكونغرس الأمريكي .

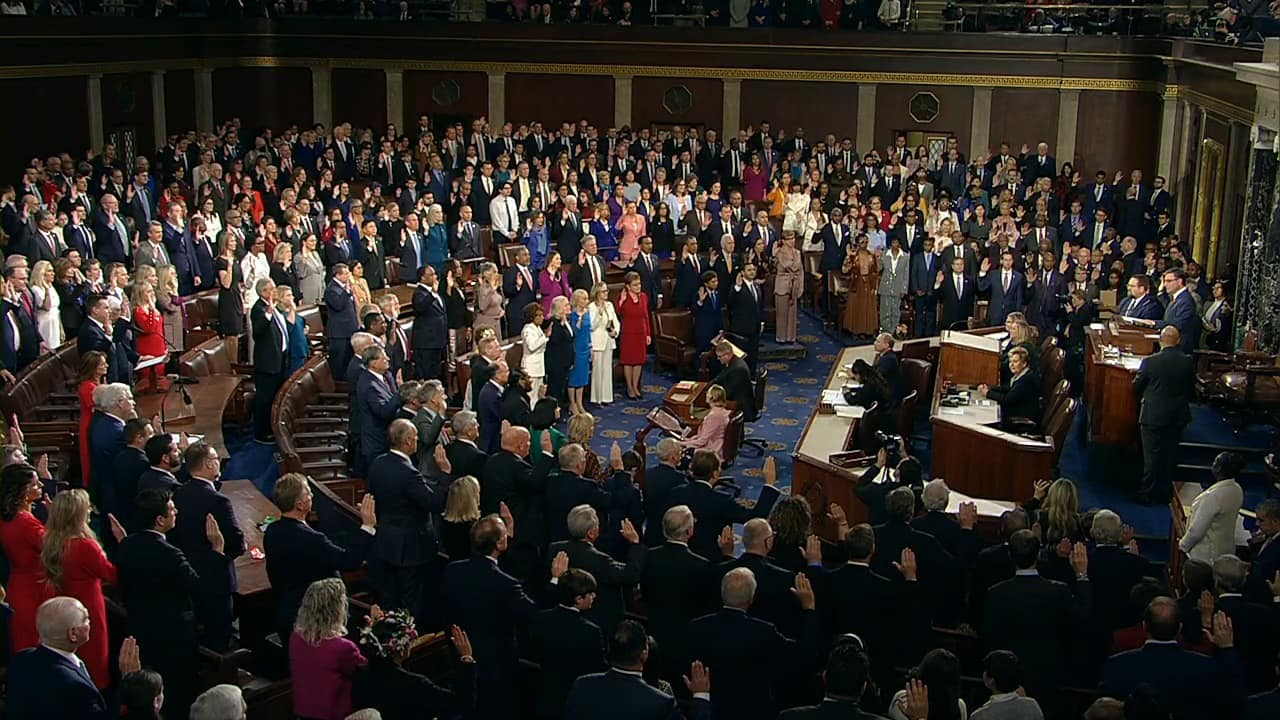
أعضاء الدورة الـ119 للكونغرس الأمريكي

يمدد مشروع القانون الأحكام الرئيسية لقانون تخفيضات الضرائب وفرص العمل لعام 2017 الذي دعمته إدارة ترامب الأولى، والتي من المقرر أن تنتهي صلاحيتها بحلول نهاية عام 2025. ويتضمن المشروع تخفيضات في الإنفاق الحكومي غير العسكري، ويقلّص بشكل كبير من الإنفاق على برنامج المساعدة الغذائية التكميلية (SNAP) وبرنامج "ميديكيد" من خلال فرض شروط أهلية أكثر صرامة. كما يخصص مبلغًا إضافيًا قدره 150 مليار دولار للإنفاق الدفاعي، ويقلّص العديد من الحوافز الضريبية للطاقة النظيفة التي نصّ عليها قانون الحد من التضخم لعام 2022، ويزيد من حد خصم الضرائب المحلية وضرائب الولايات (SALT) من 10,000 دولار إلى 40,000 دولار.      وفقًا لتقدير أولي صادر عن مكتب الميزانية في الكونغرس، فإن هذا من شأنه أن يتسبب في فقدان 8.6 مليون أمريكي لتغطية برنامج "ميديكيد" بحلول عام 2034، 5.2 مليون منهم بسبب شرط عمل.     ويحتوي على عدد من الأحكام الأخرى، بما في ذلك القيود المفروضة على القدرة على محاسبة المسؤولين الفيدراليين بتهمة ازدراء المحكمة بسبب فشلهم في الامتثال للأوامر القضائية. 
قوبل مشروع القانون برفض واسع من قِبل الرأي العام، وتعرض لانتقادات من كلا الحزبين. وقد ندّد إيلون ماسك، الذي كان حينها الرئيس الفعلي لوزارة كفاءة الحكومة (DOGE)، بمشروع القانون واعتبره "مشروع إنفاق ضخمًا"،    ووصفه لاحقًا بأنه "عمل بغيض مثير للاشمئزاز".   أشارت استطلاعات الرأي إلى أن الأغلبية الساحقة من الأمريكيين يعارضون أحكامه التي تحظر التنظيم الحكومي للذكاء الاصطناعي ،  والذي انتقده كبار نشطاء سلامة الذكاء الاصطناعي وعلماء الكمبيوتر والباحثين وغيرهم من الأكاديميين.   بعد إقرار مشروع القانون، صرحت عضوة الكونغرس الجمهورية من ولاية جورجيا ، مارغوري تايلور جرين، بأنها ستصوت "بالرفض" على النسخة النهائية من مشروع القانون إذا لم يتم إزالة هذا البند، مستشهدة بمخاطر الذكاء الاصطناعي .  تُعدّ قانونية هذا الحكم موضع خلاف، وقد يشكّل انتهاكًا لقاعدة بيرد (Byrd Rule)، وهي قاعدة في مجلس الشيوخ الأمريكي تمنع إدراج أحكام لا تتعلق بشكل مباشر بالموازنة ضمن قوانين المصالحة الميزانية، بهدف الحفاظ على تركيز هذه القوانين على الأمور المالية فقط.
ويقدر مكتب الميزانية بالكونغرس أن مشروع القانون سيضيف تريليونات الدولارات إلى الدين الوطني للولايات المتحدة .  وقد تم تمريره في مجلس النواب في 22 مايو 2025، بأغلبية 215 صوتًا مع مقابل 214 صوتًا ضد, بفرق صوت واحد فقط، وقد تم التصويت على أساس حزبي محض.  

## خلفية

### سياسيا
بعد الانتخابات الأمريكية لعام 2024 ، والتي احتفظ فيها الحزب الجمهوري بأغلبية في مجلس النواب وفاز بمجلس الشيوخ ، بدأ الجمهوريون المفاوضات بشأن تمرير السياسات الداخلية للرئيس المنتخب آنذاك دونالد ترامب . في اجتماع مع الجمهوريين في مجلس الشيوخ في ديسمبر 2024، عرض زعيم الأغلبية في مجلس الشيوخ، جون ثيون، مقترحًا يتضمن البدء بتشريعات أولية تتعلق بأمن الحدود، وإنتاج الطاقة، والقوات المسلحة، مع التحفظ على السياسات الضريبية.  في المقابل، دعا دونالد ترامب إلى تمرير مشروع قانون واحد لمعالجة الانتهاء الوشيك لتخفيضات الضرائب التي تم إقرارها بموجب قانون تخفيضات الضرائب وفرص العمل لعام 2017، رغم أن هذه الاستراتيجية واجهت مخاطر نتيجة احتمال تخلّي بعض الأعضاء عنها. في يناير 2025، اجتمع الجمهوريون في قاعدة فورت ليزلي جيه ماكنير العسكرية وفي الاجتماع، صرح رئيس مجلس النواب مايك جونسون أن ترامب سعى إلى "مشروع قانون كبير وجميل" لسياساته.  ولتسهيل تمرير مشروع القانون، اختار الجمهوريون استخدام عملية المصالحة ، التي تسمح للجمهوريين بتجنب عرقلة مجلس الشيوخ التي تتطلب 60 صوتا . يتمتع الجمهوريون بأغلبية 53 مقعدًا في مجلس الشيوخ. ويتطلب الأمر من مجلس النواب ومجلس الشيوخ إقرار تعليمات متطابقة قبل إقرار مشروع قانون المصالحة الفعلي. 

### تكنولوجيا

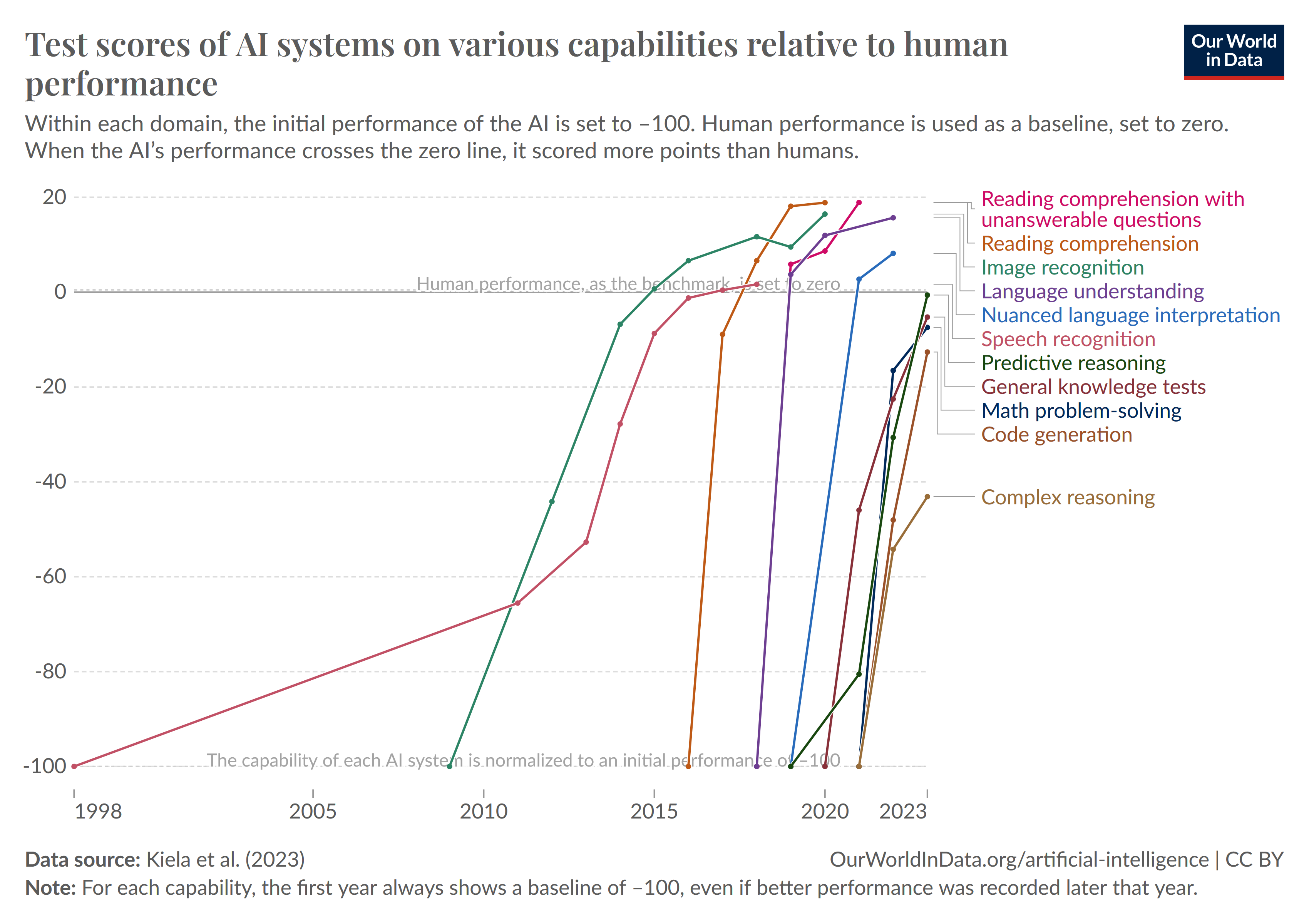
تجاوز الذكاء الاصطناعي، وخاصة النماذج الأساسية ، القدرات البشرية بسرعة في العديد من المعايير.

إن الطفرة المستمرة في الذكاء الاصطناعي   هي فترة مستمرة من التقدم السريع في مجال الذكاء الاصطناعي والتي بدأت منذ بضعة سنوات فقط. تتضمن أمثلة لهذه النماذج, نماذج اللغة الكبيرة وتطبيقات الذكاء الاصطناعي التوليدي بالإضافة إلى التنبؤ بطي البروتين .  

## قرار مجلس النواب المتزامن رقم 14
في 21 فبراير 2025، وافق مجلس الشيوخ الأمريكي على قرار متعلق بإجراءات المصالحة المالية بأغلبية 52 صوتًا مقابل 48. وكان من المقرر أن يكون هذا القرار الأول من بين مشروعين خاصين بمصالح الميزانية. يسمح القرار بمشروع قانون مصالحة مستقبلي يتضمن تخصيص 175 مليار دولار للهجرة وتطبيق قوانين الحدود، ويزيد ميزانية الجيش بمقدار 150 مليار دولار. ولم يكن القرار يمدّد تخفيضات الضرائب التي أقرها ترامب عام 2017. وكان السيناتور راند بول من كنتاكي العضو الجمهوري الوحيد الذي عارض القرار.  في البداية، كان مجلس الشيوخ يعتزم السماح لمجلس النواب بإقرار تعليمات المصالحة أولاً. ومع ذلك، في وقت إقرار مشروع القانون، واجه مجلس النواب معارضة لنهجه القائم على مشروع قانون واحد من جانب الأعضاء المحافظين مالياً . 
في 25 فبراير 2025، وافق مجلس النواب الأمريكي على قرار يتعلق بالإجراءات المالية بأغلبية 217 صوتًا مقابل 215. يسمح هذا القرار للجمهوريين بتمرير ميزانية تتضمن تخفيضات ضريبية مع تقليل الإنفاق الفيدرالي، ويتيح للكونغرس رفع حد الدين الوطني بمقدار 4 تريليونات دولار. تم سحب مشروع القانون مؤقتًا بسبب معارضة بعض الجمهوريين المحافظين ماليًا، وهم توماس ماسي من كنتاكي، وتيم بيرشيت من تينيسي، ووارن ديفيدسون من أوهايو، وفيكتوريا سبارتز من إنديانا. لكن القيادة الحزبية أقنعت معظمهم بدعمه، وتم التصويت عليه في الموعد المحدد.  في البداية، أعرب بعض الجمهوريين المعتدلين أيضًا عن معارضتهم لإمكانية أن يفرض القرار تخفيضات في برنامج "ميديكير" وبرنامج "ميديكيد". ومع ذلك، كان ماسي هو الجمهوري الوحيد في مجلس النواب الذي عارض مشروع القانون. 
كان على مجلس النواب الموافقة على نسخة القانون المعدلة من قبل مجلس الشيوخ لاستمرار عملية المصالحة. وكانت قيادة الجمهوريين في مجلس النواب تعتزم التصويت على القانون في 9 أبريل. ومع ذلك، تم سحب التصويت بسبب معارضة 12 عضوًا من الجمهوريين المحافظين ماليًا.  تم تمرير مشروع القانون في صباح اليوم التالي بأغلبية 215 صوتًا مقابل 214 صوتًا بعد أن تعهد مجلس الشيوخ أيضًا بالسعي إلى تخفيضات بقيمة 1.5 تريليون دولار على الأقل. وكان الجمهوريان المحافظان ماليًا توماس ماسي وفيكتوريا سبارتز هما العضوين الوحيدين في حزبهما اللذين صوتا ضد مشروع القانون. 

## مشروع القانون الواحد الكبير والجميل

### في مجلس النواب
كشف الجمهوريون في مجلس النواب عن النص الكامل لمشروع القانون في 28 أبريل 2025، باستثناء الجزء المتعلق بالضرائب الذي تم الكشف عنه في 12 مايو 2025.
وسوف يخصص الجزء الدفاعي من مشروع القانون مبلغًا إضافيًا قدره 150 مليار دولار للإنفاق العسكري. سيتم إعادة توجيه أغلب التمويل إلى الطائرات بدون طيار الانتحارية ، وأنظمة الطائرات بدون طيار ، والمسيرا البحرية ، والطائرات بدون طيار تحت الماء . 
يخصص جزء أمن الحدود من مشروع القانون مبلغ 70 مليار دولار لأمن الحدود، منها 46.5 مليار دولار للحواجز على الحدود، و5 مليارات دولار لتحسين مرافق الجمارك وحماية الحدود (CBP)، و4.1 مليار دولار لتوظيف ضباط إضافيين في دوريات الحدود وCBP، و2.7 مليار دولار لتحسين المراقبة الحدودية، و2 مليار دولار لموظفي CBP، ومليار دولار لتكنولوجيا الفحص,  مما سيصنع فرصة لامكانية ترحيل مالا يزيد عن مليون شخص سنويا. 
يزيد الجزء التعليمي من مشروع القانون من متطلبات الأهلية للحصول على المنح التعليمية الفدرالية ، ويقدم منح بيل للقوى العاملة التي تستهدف طلاب المدارس التجارية والكليات المهنية ، وينهي القروض الحكومية للطلاب الجامعيين، ويزيل قدرة وزير التعليمعلى تسبيق العمل المربح أولا. 
يضيف جزء الصحة من مشروع القانون متطلبات العمل للمرة الأولى إلى برنامج "ميديكيد" ، ويطلب من المستفيدين فوق خط الفقر الفيدرالي دفع المزيد من الرسوم للتغطية، ويضيف متطلبات تحقق جديدة، ويزيد من عدد المرات التي تحتاج فيها الولايات إلى التحقق من أهلية متلقي توسيع برنامج "ميديكيد"، ويحظر استخدامه للرعاية الخاصة بالعابرين جندريا بدءًا من عام 2027،   يحظر على البرنامج تمويل المنظمات غير الربحية التي تقدم رعاية الإجهاض ، ويجعل من الصعب على المهاجرين غير الشرعيين استخدامه، ويحظر على مديري منافع الصيدلة استخدام التسعير المنتشر.  وتشير تقديرات مكتب الميزانية في الكونغرس غير الحزبي إلى أن هذا الإجراء سيؤدي إلى استبعاد ملايين من الأشخاص من الرعاية الصحية. 
سيزيد الجزء الضريبي من مشروع القانون الاعفاء الضريبي للأطفال إلى 2500 دولار حتى عام 2028 و2000 دولار بعد ذلك، ويضيف خصمًا ضريبيًا جديدًا للإكراميات والعمل الإضافي، وينشئ حساب توفير للآباء يسمى ب"حسابات الأموال للنمو والاستثمار" (MAGA) والذي من شأنه أن يمنح 1000 دولار لكل طفل، وينشئ ضريبة بنسبة 5٪ على التحويلات المالية ، مما سيزيد سقف الدين الأمريكي بمقدار 4 تريليون دولار، ويرفع الضرائب على أوقاف الجامعات الخاصة ، ويسمح لوزارة الخزانة الأمريكية بإلغاء حالة الإعفاء الضريبي للمنظمات غير الربحية التي تحدد الوزارة أنها تدعم الإرهاب.  بعد الكشف عن مشروع القانون، أعلن ممثلو الحزب الجمهوري إليز ستيفانيك ، ومايك لولر ، ونيك لالوتا ، وأندرو جاربارينو من نيويورك، والنائب يونج كيم من كاليفورنيا، والنائي توم كين جونيور من نيوجيرسي أنهم سيعارضون مشروع القانون إذا لم يتم رفع الحد الأقصى للخصم الضريبي على ضرائب الولايات والضرائب المحلية بشكل أكبر.   في 20 مايو 2025، وافق هؤلاء الجمهوريون الرافضون مع رئيس مجلس النواب جونسون على زيادة الحد الأقصى لضريبة SALT إلى 40 ألف دولار لدافعي الضرائب الذين يقل دخلهم عن 500 ألف دولار.  سوف يعمل مشروع القانون على إلغاء العديد من الحوافز المتعلقة بالطاقة النظيفة التي أقرها الرئيس السابق جو بايدن. 
يتضمن مشروع القانون وقفًا لمدة 10 سنوات على إنفاذ أي قانون أو لائحة على مستوى الدولة لتنظيم الذكاء الاصطناعي .   

#### التصويت من قبل النواب الديمقراطيين
وأدّى تمرير مشروع القانون بفارق ضئيل إلى ردود فعل داخلية وانقسام داخل الحزب الديمقراطي، الذي خسر التصويت بسبب وفاة ثلاثة من النواب الديمقراطيين المسنين خلال الأشهر الخمسة الأولى من عام 2025  لو كان أي شخص على قيد الحياة وصوت لصالح الحزب، فإن التعادل في الأصوات كان من شأنه أن يعيد مشروع القانون إلى اللجنة.  

### في مجلس الشيوخ
ومن المتوقع أن يقوم مجلس الشيوخ الذي يقوده الجمهوريون بتعديل مشروع القانون.  كما يواصل عدد من أعضاء مجلس الشيوخ الجمهوريين من التيار المحافظ ماليًا، مثل رون جونسون من ولاية ويسكونسن، وريك سكوت من فلوريدا، ومايك لي من يوتا، وراند بول من كنتاكي، الضغط من أجل خفض أعمق في الإنفاق الفدرالي.   أعرب الجمهوريون المعتدلون مثل سوزان كولينز من ولاية ماين، وليزا موركوفسكي من ألاسكا، وجيري موران من كانساس، إلى جانب الشعبوي جوش هاولي من ميسوري، عن مخاوفهم بشأن تخفيضات برنامج "ميديكيد".   كما أعرب معتدلون آخرون عن مخاوفهم بشأن نهاية الاعتمادات الضريبية للطاقة النظيفة.  يُعارض "صقور الدفاع" مثل مايك راوندز من ولاية داكوتا الجنوبية البنود المتعلقة بمزاد الطيف الترددي في مشروع القانون، إذ يرون أن بيع أجزاء من الطيف الترددي — وهي موجات راديوية تُستخدم في الاتصالات اللاسلكية — قد يُعرّض بعض الترددات ذات الاستخدام العسكري أو الأمني للخطر، مما قد يُضعف القدرات الدفاعية أو يُقيّد الجيش في استخدام هذه الموارد الحيوية. 
يسعى الديمقراطيون في مجلس الشيوخ إلى استخدام قاعدة بيرد لإزالة عدد من البنود المثيرة للجدل من مشروع القانون. تُستخدم هذه القاعدة البرلمانية داخل مجلس الشيوخ لمنع تمرير "إجراءات غير جوهرية" ضمن قوانين تُعتمد من خلال آلية خاصة تُتيح تمرير تشريعات المصالحة بأغلبية بسيطة، دون الحاجة إلى تجاوز عتبة الاعتراض المطولة. وتنص القاعدة على وجوب أن تكون جميع البنود ذات تأثير مباشر على الميزانية العامة، سواء من حيث الإيرادات أو النفقات.
ويؤكد الديمقراطيون أن عدداً من الأحكام في مشروع القانون تنتهك هذه القاعدة، من أبرزها: تمديد التخفيضات الضريبية التي أُقرت في عهد الرئيس دونالد ترامب عام 2017، والتي يرى كثيرون أنها تُفيد الأثرياء والشركات الكبرى وتُفاقم عجز الميزانية؛ وفرض حظر لمدة عشر سنوات على قيام الولايات بسن قوانين تنظم الذكاء الاصطناعي، وهو ما يُعد تدخلاً في صلاحيات الولايات الدستورية؛ وكذلك بنود تُقيد سلطة المحاكم الفيدرالية في تطبيق عقوبة ازدراء المحكمة، وهي العقوبة التي تُمكّن القضاة من معاقبة المسؤولين الفيدراليين الذين يرفضون الامتثال لأوامر قانونية. وتشمل الانتهاكات المحتملة الأخرى إلغاء الضريبة المفروضة على تصنيع كواتم الصوت للأسلحة النارية، وإجراء لإنهاء تمويل منظمة بلاند بارينتهود المعنية بتقديم خدمات الصحة الإنجابية، وبند يهدف إلى تسريع إصدار التصاريح لمشاريع الوقود الأحفوري, مما يثير قلق النشطاء البيئيين. يرى الديمقراطيون أن هذه البنود لا ترتبط جوهريًا بالموازنة العامة، وبالتالي يُفترض أن تُستبعد بموجب قاعدة بيرد.

## الاستقبال
أشارت استطلاعات الرأي إلى أن الأغلبية الساحقة من الأميركيين يعارضون أحكام القانون الذي يحظر تنظيم الدولة للذكاء الاصطناعي . 
قالت كل من مجلة أتلانتيك  وشبكة سي إن بي سي  ، ونيويورك تايمز  ، وفوكس  أن هذا هو أكبر انتقال للثروة من الفقراء إلى الأغنياء في التاريخ الأمريكي، كما أطلقت عليه مجلة فورتشن  وشبكة سي إن إن  لقب "مشروع قانون روبن هود العكسي". أطلق زعيم الأقلية في مجلس الشيوخ تشاك شومر ساخرًا على مشروع القانون اسم "قانون سنموت جميعًا"  ، في إشارة إلى التعليقات التي أدلت بها السيناتور الجمهورية جوني إيرنست . 